# Ambridge
Ambridge és una població dels Estats Units a l'estat de Pennsilvània. Segons el cens del 2000 tenia 7.769 habitants.

## Demografia
Segons el cens del 2000, Ambridge tenia 7.769 habitants, 3.595 habitatges, i 1.966 famílies. La densitat de població era de 2.026,8 habitants per quilòmetre quadrat.
Dels 3.595 habitatges en un 23,2% hi vivien nens de menys de 18 anys, en un 32,6% hi vivien parelles casades, en un 16,9% dones solteres, i en un 45,3% no eren unitats familiars. En el 39,8% dels habitatges hi vivien persones soles el 18,5% de les quals corresponia a persones de 65 anys o més que vivien soles. El nombre mitjà de persones vivint en cada habitatge era de 2,14 i el nombre mitjà de persones que vivien en cada família era de 2,88.
Per edats la població es repartia de la següent manera: un 21,7% tenia menys de 18 anys, un 7,9% entre 18 i 24, un 27,2% entre 25 i 44, un 20,2% de 45 a 60 i un 23% 65 anys o més.
L'edat mediana era de 40 anys. Per cada 100 dones de 18 o més anys hi havia 85,9 homes.
La renda mediana per habitatge era de 26.263 $ i la renda mediana per família de 35.529 $. Els homes tenien una renda mediana de 30.996 $ mentre que les dones 21.455 $. La renda per capita de la població era de 15.089 $. Entorn del 16,4% de les famílies i el 17,8% de la població estaven per davall del llindar de pobresa.

## Poblacions properes
El següent diagrama mostra les poblacions més properes.